# عرض الشعبة (بعدان)

تعديل مصدري - تعديل

عرض الشعبة محلة تابعة لقرية بلاح، التابعة لعزلة جرانة بمديرية بعدان إحدى مديريات محافظة إب في الجمهورية اليمنية، بلغ تعداد سكانها 49 حسب تعداد اليمن لعام 2004.